# Canuck Letter

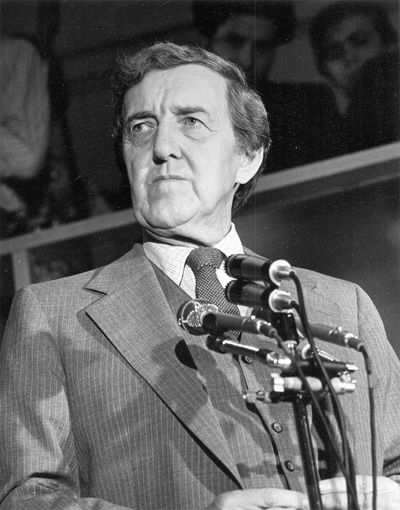
Edmund Muskie, en 1980.

The Canuck Letter (lettre des Canucks) est une fausse lettre à l’attention de l’éditeur du Manchester Union Leader, journal régional du New Hampshire, publiée le 24 février 1972, deux semaines avant l'élection primaire démocrate dans cet État, au début du processus de désignation du candidat démocrate à l’élection présidentielle de 1972. Cette lettre laisse entendre que le sénateur Edmund Muskie, candidat du Parti démocrate, a porté préjudice aux Américains d’ascendance franco-canadienne. L’effet immédiat de la lettre est d’obliger le candidat à faire un discours devant le siège du journal, connu comme le discours larmoyant (« the crying speech »). L’effet indirect est l’effondrement de la candidature de Muskie.

## La lettre
Avec une écriture enfantine et bourrée de fautes d’orthographe, l’auteur de la Canuck Letter prétend avoir rencontré Muskie et son équipe en Floride. Il affirme avoir demandé à Muskie comment il pouvait comprendre le problème des Afro-Américains, compte tenu de la faible population noire dans le Maine, l’État où était élu Muskie. Selon la lettre, un membre de l’équipe de Muskie aurait alors répondu : « Pas de noirs, mais nous avons des Canucks », et Muskie aurait ri en entendant cette remarque. Canuck est un terme péjoratif pour désigner les Américains d’origine franco-canadienne, qui représentent un nombre significatif d’électeurs dans le New Hampshire.

## Le discours larmoyant
La nuit du 4 mars, soit trois jours avant la primaire du 7 mars, Muskie prononce un discours devant les bureaux de l’Union Leader, qualifiant l’éditeur, William Loeb de menteur, et le fustigeant pour avoir brocardé le caractère de sa femme, Jane Muskie. Plusieurs journaux, dont le Washington Post ou le Boston Globe, relatent cet événement en écrivant que Muskie a pleuré lors de son discours. Le journal télévisé du soir de CBS montre son visage contorsionné par l’émotion. Muskie maintient que ce que les journalistes ont pris pour des sanglots dans sa voix était en fait l’expression de sa colère. L’éditeur, William Loeb, était déjà un adversaire de Muskie lors de la campagne présidentielle de 1968 (Muskie était candidat démocrate à la vice-présidence), et l’avait alors qualifié de girouette, ou encore l’avait surnommé « Moscow Muskie ». D’après Muskie, ce que l’on a pris pour des larmes, était en fait de la neige (il neigeait abondamment) fondue sur son visage. Le reporter du New York Times situé, lors de cette scène, juste à côté de Muskie, n’a pas pu confirmer qu’il avait pleuré.

## L'effondrement de Muskie
Quelle que soit la vérité, la crainte d’un état émotionnel supposé instable de Muskie incite plusieurs démocrates du New Hampshire à passer du côté d’un autre candidat, George McGovern. Muskie remporte la primaire avec 46 % des voix, McGovern réalisant 37 %. Cette marge est plus faible que ce que son équipe de campagne avait prévu. Cette progression et cette deuxième place provoquent un élan décisif dans la campagne de McGovern. En mai 1971, Muskie était de loin le favori, battant le président Nixon de 8 points selon les sondages. Lors de la primaire en Floride qui suit une semaine plus tard, alors que McGovern redouble d’effort avec un afflux de sympathisants de gauche pour faire sa campagne sur le terrain, la campagne de Muskie est au point mort. Muskie retire sa candidature avant la convention démocrate à Miami, en juillet, qui voit la nomination de McGovern.

## Les accusations
La journaliste du Washington Post Marilyn Berger a écrit plus tard que le directeur adjoint des communications de la Maison-Blanche, Ken Clawson, s’était vanté auprès d'elle d’avoir été l’auteur de la lettre, ce que Clawson a nié. En octobre 1972, dans le cadre de l’affaire du Watergate, des enquêteurs du FBI ont affirmé que la Canuck Letter était l’une des opérations de sabotage politique (dirty tricks) contre les démocrates orchestrées par le Comité pour la réélection du Président (CRP) et Donald Segretti, un avocat employé pour ce type de travail par un conseiller du président. Loeb, l’éditeur de l’Union Leader, a maintenu que la lettre n’était pas un faux. Toutefois, il a plus tard fait état d’un doute, après avoir reçu une autre lettre prétendant que quelqu’un avait été payé 1 000 dollars pour écrire la Canuck Letter. L’auteur présumé de la lettre n’a jamais été retrouvé. L’histoire de cette lettre est l’objet d’un long passage dans le livre des journalistes Bob Woodward et Carl Bernstein Les Hommes du président.